# UTC±00:00

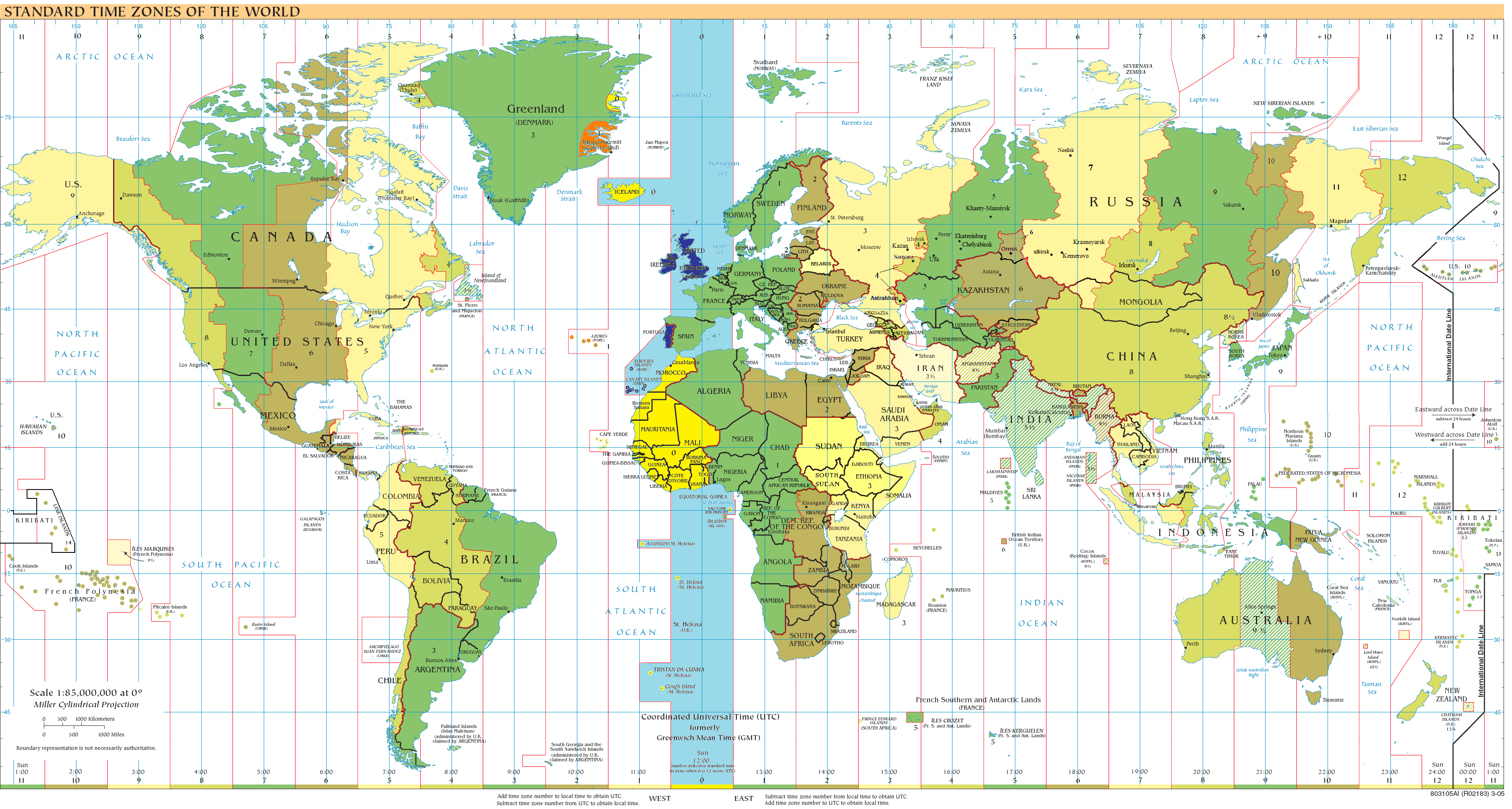
UTC±0: 파란색 (1월), 주황색 (7월), 노란색 (연중), 밝은 청색 - 바다

UTC±0 시간대는 협정 세계시와 같은 시간을 쓰는 시간대이다. 그리니치 평균시는 이 시간대를 기준으로 한다.

## 서부 유럽 표준시 (북반구 겨울만)
- 영국 (본토 포함)
  - 채널 제도
  - 맨섬
- 페로 제도
- 아일랜드
- 포르투갈 (아소르스 제도 제외)
- 스페인
  - 카나리아 제도

## 일광 절약 시간대 (북반구 여름만)
- 포르투갈
  -  아소르스 제도
- 그린란드 - 이토코르토르미우트 주변 동부 지역

## 표준 시간대 (1년 내내)

### 서아프리카
- 부르키나파소
- 코트디부아르
- 가나
- 감비아
- 기니
- 기니비사우
- 라이베리아
- 말리
- 모리타니
- 세네갈
- 시에라리온
- 토고
- 서사하라
- 세인트헬레나 어센션 트리스탄다쿠냐
  -  세인트헬레나
  -  어센션섬
  -  트리스탄다쿠냐

### 북극
- 그린란드
  - 북동부
    - Danmarkshavn과 주변 지역
- 아이슬란드

### 남극
- 남극 일부 지역

## 비교
| UTC±0 | 0 | 1  | 2  | 3  | 4  | 5  | 6  | 7  | 8  | 9  | 10 | 11 | 12 | 13 | 14 | 15       | 16       | 17       | 18       | 19       | 20       | 21       | 22       | 23       |
| ----- | - | -- | -- | -- | -- | -- | -- | -- | -- | -- | -- | -- | -- | -- | -- | -------- | -------- | -------- | -------- | -------- | -------- | -------- | -------- | -------- |
| KST   | 9 | 10 | 11 | 12 | 13 | 14 | 15 | 16 | 17 | 18 | 19 | 20 | 21 | 22 | 23 | 다음날 0 | 다음날 1 | 다음날 2 | 다음날 3 | 다음날 4 | 다음날 5 | 다음날 6 | 다음날 7 | 다음날 8 |

## 같이 보기
- 협정 세계시